# プーケットFC
プーケットFC (ภูเก็ต เอฟซี, Phuket F.C.) はプーケット県に本拠を置いていたタイのプロサッカークラブである。

## 歴史
2009年にクラブが創設され、タイ・ディヴィジョン2リーグに参加。2010年にタイ・ディヴィジョン2リーグ南部で優勝、プレーオフでも2位に入り、ディヴィジョン1リーグへの昇格を決める。
2017年、財政難のため解散した。

## クラブ成績
- 2009 - タイ・ディヴィジョン2リーグ 南区8位
- 2010 - タイ・ディヴィジョン2リーグ 南区優勝 総合2位（グループB優勝） (昇格)
- 2011 - タイ・ディヴィジョン1リーグ 9位
- 2012 - タイ・ディヴィジョン1リーグ 13位
- 2013 - タイ・ディヴィジョン1リーグ 13位
- 2014 - タイ・ディヴィジョン1リーグ

## 歴代監督
- Sirirak Konthong 2009
- Arjhan Songngamsub 2010
- Surachai Jirasirichote 2011
- Sompong Wattana 2011
- Miloš Josić 2012

## 歴代所属選手
- イブラヒム・カヌーテ
- 佐藤祐介 2013-2015、2016